# Sympycnus erraneus
Sympycnus erraneus är en tvåvingeart som beskrevs av Becker 1922. Sympycnus erraneus ingår i släktet Sympycnus och familjen styltflugor. Inga underarter finns listade i Catalogue of Life.